# Emich de Flonheim
Emich de Flonheim ou Emich de Vlanheim, (la plupart des historiens le nomme Emich de Leiningen) est un comte de Flonheim (ou de Leiningen), près de Mayence et également le chef d’une croisade populaire composée d’allemands qui se signalèrent par les massacres de Juifs qu’ils commirent en Rhénanie au cours de l’année 1096.

## Biographie
Après l’appel lancé par Urbain II à la fin du concile de Clermont et appelant à délivrer les Lieux Saints, occupés par les Musulmans, de nombreux paysans et gens du peuple, pris par la ferveur religieuse, partent en groupe en direction de Jérusalem, conduits par Pierre l’Ermite et par Gautier Sans-Avoir. D’autres personnes imitant leur exemple, décident également de se croiser. Gottschalk, un prêtre allemand de Rhénanie, prêche en Allemagne et regroupe de nombreux croisés venant du sud de l’Allemagne, de Lorraine et de l’est de la France et auquel se joint le comte Emich et plusieurs de ses soldats. Partant du principe qu’avant de partir combattre les infidèles loin en Orient, il faut d’abord s’occuper de ceux qui vivent au sein de la chrétienté, et également dans le but de se procurer l’argent nécessaire pour financer le voyage, ces croisés se mettent à persécuter et massacrer les Juifs d’Allemagne.
Il n’est pas aisé de déterminer quelle bande de croisés a commis ces atrocités, mais des Juifs refusant le baptême sont assassinés à Metz et Magenza (nom yiddish de Mayence) en mai 1096. Le même mois, une autre bande oblige des Juifs de Spire à se faire baptiser et massacre les autres, bien qu’ils se soient réfugiés dans le palais épiscopal. Le 18 mai, ce sont 800 Juifs de Worms, également réfugiés auprès de l’évêque, qui sont massacrés, probablement par le contingent du comte Emich, qui est probablement responsable d’un autre massacre de Juifs commis à Cologne le 29 mai.
Emich s’identifie au personnage du dernier empereur des prophéties apocalyptiques, qui doit conduire une armée contre les Musulmans et prendre la couronne à Jérusalem. Les histoires d’apocalypse sont très populaires durant le Moyen Âge, et dans toutes ces histoires, la punition et la conversion des Juifs est un élément important préparant la seconde venue du Christ. Les récents travaux de Jean Flori ont mis en évidence l’influence des prophéties de l’Apocalypse auprès des Croisés.
Emich et ses compagnons font partie d'un groupe de croisés peu recommandables, comme Guillaume Charpentier, vicomte de Melun et du Gâtinais, qui a pris part à la Reconquista, et Thomas de Marle, plus tard seigneur de Coucy, qui rançonnait les pèlerins de Jérusalem.[réf. nécessaire] Le contingent d'Emich continue sa route en suivant le Danube jusqu'à la frontière hongroise. Le roi de Hongrie lui interdit l'accès à ses terres, mais les croisés passent outre et assiègent Wieselbourg. La plupart sont tués par les soldats hongrois. Emich et ses soldats retournent alors dans leurs domaines rhénans. Thomas et Guillaume s'enfuient vers l'Italie et rejoignent le contingent d'Hugues de Vermandois.